# Georg von Reden

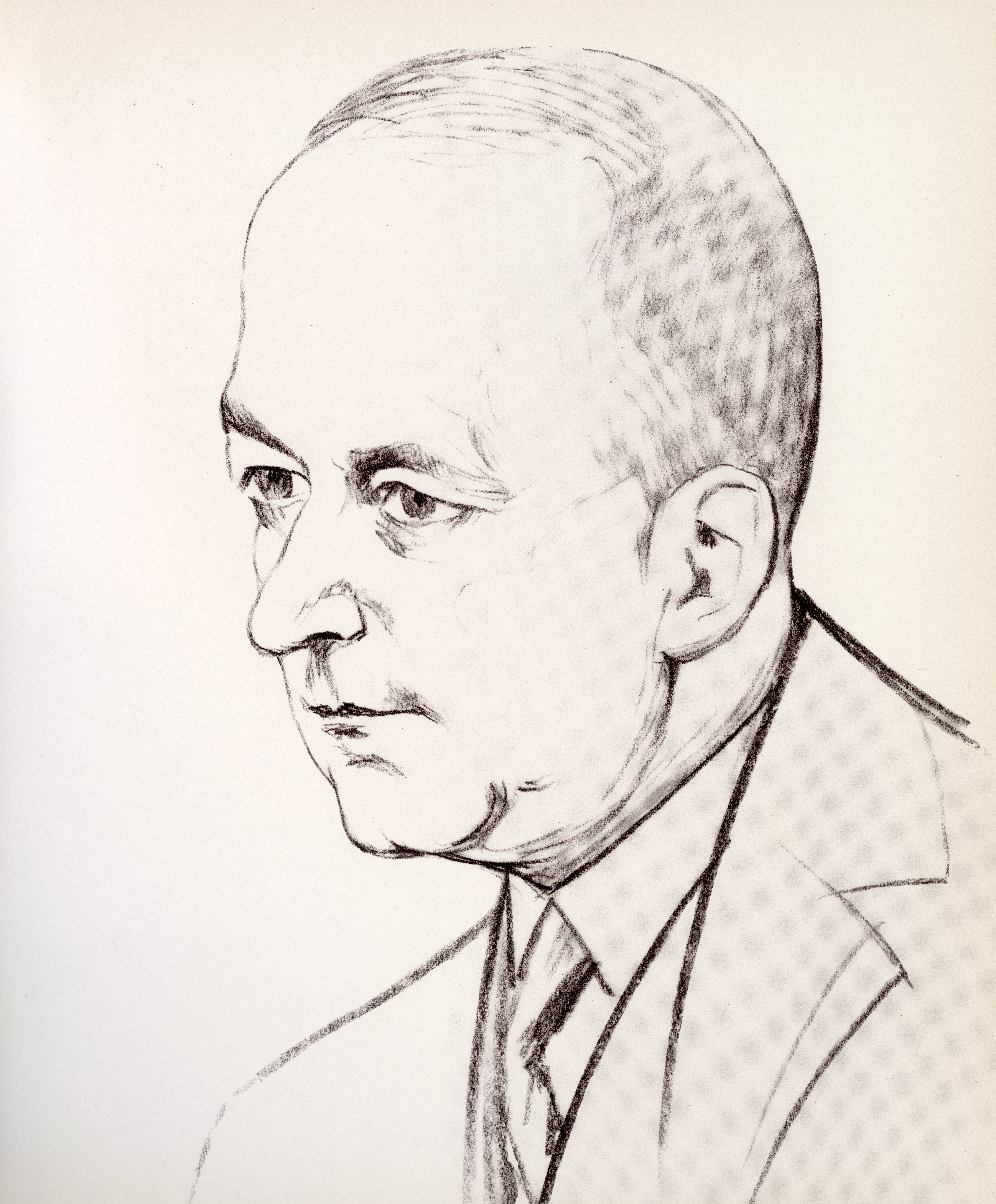
„Baron Georg v. Reden“ in einer Porträt-Zeichnung von August Heitmüller, um 1929

Georg von Reden (auch: Georg von Reden-Reden; geboren 24. September 1877 in Hannover; gestorben 27. Mai 1946 in Reden (Pattensen)) war ein deutscher Landwirt, Jurist, Landschaftsrat, Politiker im Hannoverschen Provinziallandtag und Präsident der Landwirtschaftskammer Hannover.

## Leben
Georg von Reden wurde 1877 in Hannover geboren als Glied des alteingesessenen Adelsgeschlechtes von Reden. Er war Sohn des vormals Königlich Hannoverschen Rittmeisters Arnold von Reden und das zweite von vier Kindern der Charlotte Frieda Wilhelmine Marie aus dem Adelsgeschlecht von Anderten. Für seine Taufe übernahm der letzte König von Hannover, Georg V., die Patenschaft.
Von Reden wuchs in der Südstadt auf und besuchte von dort aus das Ratsgymnasium bis zu seinem 18. Lebensjahr. 1895 übersiedelte er mit seiner Familie auf das ererbte Rittergut Reden, bevor er ab dem Folgejahr 1896 Jura studierte an der Universität Heidelberg, nach anderen Quellen an den Universitäten in Lausanne, München, Berlin und Göttingen. Anschließend arbeitete er zunächst als königlich preußischer Referendar in Springe und Hannover und durchlief eine einjährige Militärdienstzeit.
1908 heiratete er seine erste Frau Bernhardine von Lütcken, Tochter der Frida von Meding und des Juristen Eduard von Lütcken, und hatte mit ihr den Sohn Wulbrand von Reden. Bernhardine verstarb früh, 1909. Georg heiratete dann ihre Schwester Charlotte von Lütcken vier Kinder, drei Töchter und einen Sohn. Die Tochter Gertrud von Reden ehelichte später den Verwaltungsbeamten Hans Karl von Reinhard.
Von Reden unternahm zahlreiche Reisen mit dem Prinzen Georg Wilhelm von Hannover (gestorben 1912) und war oft gesehener Gast von Herzog Ernst August von Hannover auf Schloss Cumberland in Gmunden. Während einer mehrjährigen Lehrzeit und praktischer Tätigkeit „von der Pike auf“ in der Landwirtschaft auf den Gütern in Hornsen, Eckerde, Poppenburg und Rotenkirchen übernahm er ab 1907 für seinen Vater die Verwaltung des familieneigenen Gutes in Reden.
Während des Ersten Weltkrieges war Georg von Reden an der Westfront eingesetzt, bevor er gegen Kriegsende beim Kriegswirtschaftsamt beim Generalkommando in Hannover tätig wurde und schließlich den Kriegsdienst als Rittmeister quittierte.

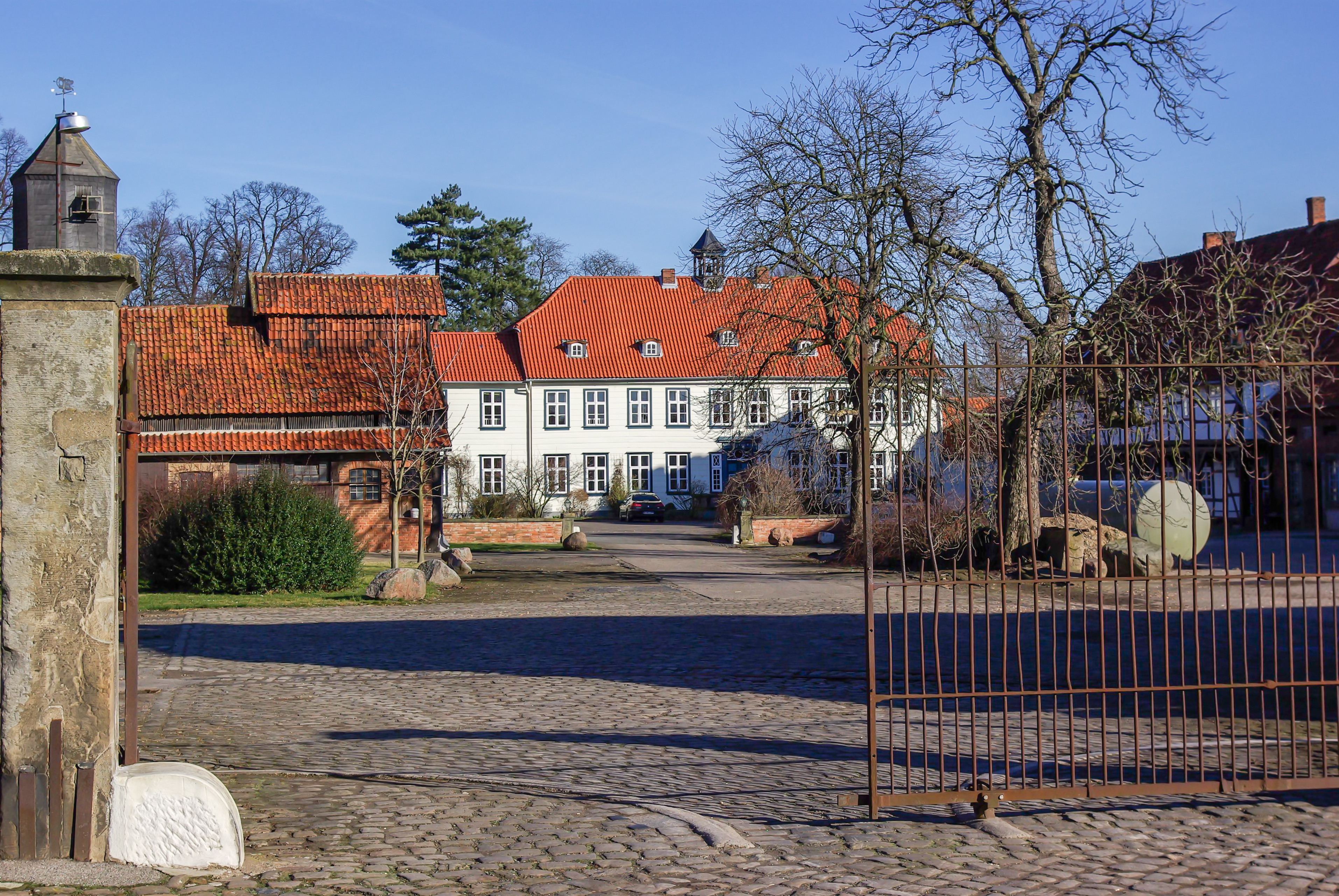
Blick von der Straße nach Koldingen auf das Gut Reden bei Pattensen

Nach dem Tode seines Vaters wurde von Reden 1918 Eigentümer des Familiengutes in Reden, ließ es modernisieren und Neubauten errichten und entwickelte es gemäß seinem Wahlspruch „Leben heißt arbeiten“ zu einem landwirtschaftlichen Musterbetrieb zur eigenen Bewirtschaftung. Daneben übernahm von Reden umfangreiche öffentliche und Ehrenämter im landwirtschaftlichen und caritativen Bereich sowie im hannoverschen Kreistag. Am 21. Januar 1920 wurde er als Mitglied in die Landwirtschaftskammer der Provinz Hannover berufen. Dort wurde er zunächst zum Vorsitzenden des landwirtschaftlichen Arbeitgeberverbandes gewählt, am 22. April 1921 schließlich zum Präsidenten der Landwirtschaftskammer Hannover. Zudem wurde von Reden Mitglied in der preußischen Hauptlandwirtschaftskammer sowie des Deutschen Landwirtschaftsrates.
1926 wurde Georg von Reden Vorsitzender der Gesellschaft der Freunde der Tierärztlichen Hochschule und 1927 zum Ehrenbürger Tierärztlichen Hochschule ernannt.
Unterdessen hatte von Reden nach dem Tod seines Schwiegervaters Eduard von Lütcken dessen Familienstammgut Holenwisch-Kahlesand an der Süderelbe übernommen.
Nach der Machtübernahme durch die Nationalsozialisten im Jahr 1933 und der Überführung der Landwirtschaftskammern in den Reichsnährstand wurde Georg von Reden – der politisch der Deutsch-Hannoverschen Partei nahestand und den Nationalsozialismus ablehnte – aus seinen landwirtschaftlichen Ämtern entlassen. In der Folge zog er sich auf seine Güter zurück. Während des Zweiten Weltkrieges wurde er 1944 nach dem Abwurf einer Fliegerbombe der Alliierten auf Gut Reden schwer verletzt.
Im April 1945 beauftragte die britische Militärverwaltung von Reden mit dem Wiederaufbau der landwirtschaftlichen Selbstverwaltung und er übernahm erneut die Aufgaben des Präsidenten der Landwirtschaftskammer Hannover. Schon in den ersten Wochen nach Kriegsende setzte von Reden verschiedene Kreisbauernführer ein, darunter Friedel Zeddies, der später als Nachfolger des am 27. Mai 1946 verstorbenen von Redens ernannt wurde.
Georg von Reden wurde im Gutspark Reden beigesetzt. Sein älterer Sohn Wulbrand übernahm das Gut Reden, der jüngere Sohn Georg-Wilhelm das Gut Holenwisch.